# Utilita Arena
De UTILITA Arena (voorheen de Newcastle Arena, Telewest Arena en Metro Radio Arena) is een sport en entertainment arena in de stad Newcastle upon Tyne, Noord-Oost Engeland, Verenigd Koninkrijk. De arena is eigendom van en wordt beheerd door de SMG Europe en gesponsord door Utilita Energy. Er worden muziek-, entertainment-, sport- en zakelijke evenementen georganiseerd. Na een groot deel van zijn geschiedenis ook verschillende professionele basketbal- en ijshockeyteams als huurders te hebben gehad, heeft de arena sinds 2009 geen ijshockeyteam meer na het vertrek van de Newcastle Vipers naar de Whitley Bay Ice Rink. Ook is er geen basketbalteam meer sinds het vertrek van de Newcastle Eagles naar de Sport Central arena van Northumbria University in 2010.

## Locatie
Gelegen aan de zuidwestelijke rand van het centrum van Newcastle, is de arena losjes begrensd in het zuiden door de rivier de Tyne, in het westen door een bedrijvenpark, in het oosten door de verhoogde Redheugh-brug die over de rivier loopt, en ten noorden van de belangrijkste verkeersaders van de Scotswood Road en West Road, die het stadscentrum verbindt met de westelijke districten.